# بارتا باری
بارتا باری (مجاری: Barta Barri؛ ۱۶ اوت ۱۹۱۱ – ۷ دسامبر ۲۰۰۳) بازیگر مجاری-اسپانیایی بود.
از فیلم‌هایی که وی در آن نقش داشته است، می‌توان به مشت، دزدان دریایی و کاراته، مردی به نام اسلج، نیکلاس و الکساندرا، فاتح غرب، آفتاب سرخ، پانچو ویا، تن‌تن و پرتقال‌های آبی، توپ برای کوردوبا، جزیره گنج، گویا، روایتی از تنهایی، گلادیاتور شکست‌ناپذیر، غرور و تعصب و یک گلوله کافی است اشاره کرد.